# 紧急状态 (爱尔兰)
非常时刻指爱尔兰第二次世界大战期间的紧急状态。  爱尔兰在整个战争中保持中立。 “非常时刻” 在历史和文化评论中被用于借喻战争中的状态。 1939年9月2日，爱尔兰众议院宣布紧急状态， 允许爱尔兰议会第二天通过1939年紧急权力法案。 在紧急状态期间，这给了政府全新的权力，包括拘禁、新闻和通信审查、政府对经济的控制。紧急权力法案于1946年9月2日失效。 虽然紧急状态本身并没有在1976年9月1日之前取消， 1946年以后没有任何紧急法律可以利用这种异常情况。

## 参看
- Caught in a Free State – a television drama series on German wartime spies in Ireland, made by RTÉ
- History of the Republic of Ireland
- Minister for Supplies
- Ulster Defence Volunteers
- Oskar Metzke
- Glimmer Man